# Natação nos Jogos Sul-Americanos de 2018
As competições de natação e de natação de águas abertas nos Jogos Sul-Americanos de 2018 ocorreram entre 27 de maio e 1º de junho em um total de 34 eventos. As provas de piscina aconteceram no Parque Aquático Mariscal Santa Cruz e as provas de maratona na Represa La Angostura, ambos localizados em Cochabamba, Bolívia.
As competições de natação dos Jogos Sul-Americanos possuem uma relevância menor no calendário internacional, e muitas equipes optaram por enviar atletas jovens, como o Brasil, que inscreveu 22 atletas com menos de 20 anos de idade.

## Programação
Horário local (UTC-4).
| E | Eliminatórias | F | Final |

| Data →          | Dom 27 | Dom 27 | Seg 28 | Seg 28 | Ter 29 | Ter 29 | Qua 30 | Qua 30 | Qui 31 | Qui 31 | Sex 1 |
| Evento ↓        | M      | N      | M      | N      | M      | N      | M      | N      | M      | N      | M     |
| --------------- | ------ | ------ | ------ | ------ | ------ | ------ | ------ | ------ | ------ | ------ | ----- |
| 50 m livre      |        |        |        |        | E      | F      |        |        |        |        |       |
| 100 m livre     |        |        |        |        |        |        | E      | F      |        |        |       |
| 200 m livre     | E      | F      |        |        |        |        |        |        |        |        |       |
| 400 m livre     |        |        | E      | F      |        |        |        |        |        |        |       |
| 1500 m livre    |        |        |        |        |        | F      |        |        |        |        |       |
| 100 m costas    |        |        | E      | F      |        |        |        |        |        |        |       |
| 200 m costas    | E      | F      |        |        |        |        |        |        |        |        |       |
| 100 m peito     | E      | F      |        |        |        |        |        |        |        |        |       |
| 200 m peito     |        |        |        |        |        |        | E      | F      |        |        |       |
| 100 m borboleta |        |        |        |        | E      | F      |        |        |        |        |       |
| 200 m borboleta |        |        | E      | F      |        |        |        |        |        |        |       |
| 200 m medley    |        |        |        |        | E      | F      |        |        |        |        |       |
| 400 m medley    |        |        |        |        |        |        | E      | F      |        |        |       |
| 4×100 m livre   |        |        |        |        | E      |        |        | F      |        |        |       |
| 4×200 m livre   |        |        | E      | F      |        |        |        |        |        |        |       |
| 4×100 m medley  |        |        |        |        | E      | F      |        |        |        |        |       |
| Maratona 10 km  |        |        |        |        |        |        |        |        |        |        | F     |

| Data →          | Dom 27 | Dom 27 | Seg 28 | Seg 28 | Ter 29 | Ter 29 | Qua 30 | Qua 30 | Qui 31 | Qui 31 | Sex 1 |
| Evento ↓        | M      | N      | M      | N      | M      | N      | M      | N      | M      | N      | M     |
| --------------- | ------ | ------ | ------ | ------ | ------ | ------ | ------ | ------ | ------ | ------ | ----- |
| 50 m livre      |        |        |        |        |        |        | E      | F      |        |        |       |
| 100 m livre     |        |        | E      | F      |        |        |        |        |        |        |       |
| 200 m livre     |        |        |        |        | E      | F      |        |        |        |        |       |
| 400 m livre     | E      | F      |        |        |        |        |        |        |        |        |       |
| 800 m livre     |        |        | F      |        |        |        |        |        |        |        |       |
| 100 m costas    |        |        |        |        |        |        | E      | F      |        |        |       |
| 200 m costas    |        |        | E      | F      |        |        |        |        |        |        |       |
| 100 m peito     |        |        |        |        |        |        | E      | F      |        |        |       |
| 200 m peito     |        |        |        |        | E      | F      |        |        |        |        |       |
| 100 m borboleta | E      | F      |        |        |        |        |        |        |        |        |       |
| 200 m borboleta |        |        |        |        | E      | F      |        |        |        |        |       |
| 200 m medley    | E      | F      |        |        |        |        |        |        |        |        |       |
| 400 m medley    |        |        | E      | F      |        |        |        |        |        |        |       |
| 4×100 m livre   |        |        |        |        | E      | F      |        |        |        |        |       |
| 4×200 m livre   | E      | F      |        |        |        |        |        |        |        |        |       |
| 4×100 m medley  |        |        |        |        |        |        | E      | F      |        |        |       |
| Maratona 10 km  |        |        |        |        |        |        |        |        |        |        | F     |

## Medalhistas

### Masculino
| Prova                               | Ouro                                                                         | Ouro       | Prata                                                                                | Prata      | Bronze                                                                     | Bronze     |
| ----------------------------------- | ---------------------------------------------------------------------------- | ---------- | ------------------------------------------------------------------------------------ | ---------- | -------------------------------------------------------------------------- | ---------- |
| 50 m livre detalhes                 | Renzo Tjon-A-Joe SUR Suriname                                                | 22.65      | Cristian Quintero VEN Venezuela                                                      | 22.71      | André Luiz de Souza BRA Brasil                                             | 22.80      |
| 100 m livre detalhes                | Breno Correia BRA Brasil                                                     | 49.40      | Cristian Quintero VEN Venezuela                                                      | 49.86      | Renzo Tjon-A-Joe SUR Suriname                                              | 50.12      |
| 200 m livre detalhes                | Fernando Scheffer BRA Brasil                                                 | 1:50.75    | Cristian Quintero VEN Venezuela                                                      | 1:50.89    | Benjamin Hockin PAR Paraguai                                               | 1:52.03    |
| 400 m livre detalhes                | Guilherme Costa BRA Brasil                                                   | 3:57.31    | Rafael Dávila VEN Venezuela                                                          | 3:58.92    | Esteban Enderica ECU Equador                                               | 4:01.62    |
| 1500 m livre detalhes               | Esteban Enderica ECU Equador                                                 | 15:38.16   | Guilherme Costa BRA Brasil                                                           | 15:46.60   | Rafael Dávila VEN Venezuela                                                | 16:08.12   |
| 100 m costas detalhes               | Gabriel Fantoni BRA Brasil                                                   | 55.89      | Omar Pinzón COL Colômbia                                                             | 56.31      | Charles Hockin PAR Paraguai                                                | 56.65      |
| 200 m costas detalhes               | Gabriel Fantoni BRA Brasil                                                   | 2:04.41    | Matías López PAR Paraguai                                                            | 2:04.62    | Omar Pinzón COL Colômbia                                                   | 2:05.37    |
| 100 m peito detalhes                | Jorge Murillo COL Colômbia                                                   | 1:01.14    | Renato Prono PAR Paraguai                                                            | 1:02.10    | Carlos Mahecha COL Colômbia                                                | 1:03.13    |
| 200 m peito detalhes                | Jorge Murillo COL Colômbia                                                   | 2:14.43    | Carlos Mahecha COL Colômbia                                                          | 2:18.49    | Juan Sequera VEN Venezuela                                                 | 2:20.95    |
| 100 m borboleta detalhes            | Kaue Carvalho BRA Brasil                                                     | 53.90      | Esnaider Reales COL Colômbia                                                         | 53.92      | Matheus Gonche BRA Brasil                                                  | 54.41      |
| 200 m borboleta detalhes            | Kaue Carvalho BRA Brasil                                                     | 2:02.37    | David Arias COL Colômbia                                                             | 2:03.37    | Miguel Armijos ECU Equador                                                 | 2:05.17    |
| 200 m medley detalhes               | Omar Pinzón COL Colômbia                                                     | 2:06.37    | Juan Sequera VEN Venezuela                                                           | 2:06.58    | Matías López PAR Paraguai                                                  | 2:06.96    |
| 400 m medley detalhes               | Matías López PAR Paraguai                                                    | 4:38.76    | Andy Arteta VEN Venezuela                                                            | 4:46.15    | Gustavo Gutiérrez PER Peru                                                 | 4:49.26    |
| Revezamento 4x100 m livre detalhes  | Alberto Mestre Bryan Chávez Cristian Quintero Jesús López VEN Venezuela      | 3:19.52    | André Luiz de Souza Breno Correia Fernando Scheffer Marco Ferreira Junior BRA Brasil | 3:20.13    | Cardenio Fernández Carlos Mahecha David Arias Esnaider Reales COL Colômbia | 3:27.52    |
| Revezamento 4x200 m livre detalhes  | André Luiz de Souza Breno Correia Fernando Scheffer Kaue Carvalho BRA Brasil | 7:31.69    | Andy Arteta Bryan Chávez Cristian Quintero Rafael Dávila VEN Venezuela               | 7:39.79    | David Arias Esnaider Reales Juan Manuel Morales Omar Pinzón COL Colômbia   | 7:50.11    |
| Revezamento 4x100 m medley detalhes | Carlos Mahecha David Arias Esnaider Reales Jorge Murillo COL Colômbia        | 3:42.83    | Breno Correia Gabriel Fantoni Matheus Gonche Yuri Vieira BRA Brasil                  | 3:43.15    | Bryan Chávez Cristian Quintero Juan Sequera Robinson Molina VEN Venezuela  | 3:44.99    |
| Maratona 10 km detalhes             | Esteban Enderica ECU Equador                                                 | 1:52:01.52 | Diego Vera VEN Venezuela                                                             | 1:52:19.89 | Wilder Carreño VEN Venezuela                                               | 1:54:50.94 |

### Feminino
| Prova                               | Ouro                                                                                | Ouro       | Prata                                                                            | Prata      | Bronze                                                                       | Bronze     |
| ----------------------------------- | ----------------------------------------------------------------------------------- | ---------- | -------------------------------------------------------------------------------- | ---------- | ---------------------------------------------------------------------------- | ---------- |
| 50 m livre detalhes                 | Isabella Arcila COL Colômbia                                                        | 25.25      | Karen Torrez BOL Bolívia                                                         | 25.60      | Jeserik Pinto VEN Venezuela                                                  | 25.96      |
| 100 m livre detalhes                | Isabella Arcila COL Colômbia                                                        | 55.81      | Karen Torrez BOL Bolívia                                                         | 56.41      | Jeserik Pinto VEN Venezuela                                                  | 56.66      |
| 200 m livre detalhes                | Gabrielle Roncatto BRA Brasil                                                       | 2:04.61    | Rafaela Raurich BRA Brasil                                                       | 2:04.80    | Maria Paula Álvarez COL Colômbia                                             | 2:04.90    |
| 400 m livre detalhes                | Kristel Kobrich CHI Chile                                                           | 4:19.58    | Gabrielle Roncatto BRA Brasil                                                    | 4:25.70    | María Paula Álvarez COL Colômbia                                             | 4:25.88    |
| 800 m livre detalhes                | Kristel Kobrich CHI Chile                                                           | 8:47.82    | Samantha Arévalo ECU Equador                                                     | 9:00.95    | Beatriz Dizotti BRA Brasil                                                   | 9:02.76    |
| 100 m costas detalhes               | Isabella Arcila COL Colômbia                                                        | 1:01.82    | Fernanda de Goeij BRA Brasil                                                     | 1:02.94    | McKenna De Bever PER Peru                                                    | 1:04.88    |
| 200 m costas detalhes               | Andrea Hurtado PER Peru                                                             | 2:19.13    | Fernanda de Goeij BRA Brasil                                                     | 2:19.55    | Laura Melo COL Colômbia                                                      | 2:22.94    |
| 100 m peito detalhes                | Ana Carolina Vieira BRA Brasil                                                      | 1:11.59    | Mercedes Toledo VEN Venezuela                                                    | 1:11.83    | Bruna Leme BRA Brasil                                                        | 1:11.84    |
| 200 m peito detalhes                | Bruna Leme BRA Brasil                                                               | 2:35.79    | Beatriz Lysy BRA Brasil                                                          | 2:37.16    | Mercedes Toledo VEN Venezuela                                                | 2:37.67    |
| 100 m borboleta detalhes            | Jeserik Pinto VEN Venezuela                                                         | 1:00.70    | Karen Torrez BOL Bolívia                                                         | 1:00.96    | Clarissa Rodrigues BRA Brasil                                                | 1:02.40    |
| 200 m borboleta detalhes            | Beatriz Dizotti BRA Brasil                                                          | 2:18.59    | Azra Avdic PER Peru                                                              | 2:20.37    | María Román COL Colômbia                                                     | 2:21.98    |
| 200 m medley detalhes               | Gabrielle Roncatto BRA Brasil                                                       | 2:20.11    | Bruna Leme BRA Brasil                                                            | 2:20.88    | McKenna De Bever PER Peru                                                    | 2:21.25    |
| 400 m medley detalhes               | Gabrielle Roncatto BRA Brasil                                                       | 5:04.91    | Azra Avdic PER Peru                                                              | 5:05.02    | María Román COL Colômbia                                                     | 5:12.72    |
| Revezamento 4x100 m livre detalhes  | Ana Carolina Vieira Camila Mello Clarissa Rodrigues Rafaela Raurich BRA Brasil      | 3:50.21    | Isabella Arcila Karen Durango María Paula Álvarez Valentina Becerra COL Colômbia | 3:54.21    | Andrea Garrido Fabiana Pesce Jeserik Pinto Mariangela Cincotti VEN Venezuela | 3:56.41    |
| Revezamento 4x200 m livre detalhes  | Ana Carolina Vieira Gabrielle Roncatto Camila Mello Rafaela Raurich BRA Brasil      | 8:31.93    | Isabella Arcila María Román Karen Durango María Paula Álvarez COL Colômbia       | 8:32.84    | Andrea Hurtado Jessica Cattaneo Azra Avdic María Bramont-Arias PER Peru      | 8:36.29    |
| Revezamento 4x100 m medley detalhes | Ana Carolina Vieira Clarissa Rodrigues Fernanda de Goeij Rafaela Raurich BRA Brasil | 4:13.68    | Isabella Arcila Karina Vivas María Paula Álvarez Valentina Becerra COL Colômbia  | 4:14.33    | Andrea Hurtado Azra Avdic Jessica Cattaneo McKenna De Bever PER Peru         | 4:26.50    |
| Maratona 10 km detalhes             | Samantha Arévalo ECU Equador                                                        | 1:52:01.52 | Romina Imwinkelried ARG Argentina                                                | 1:52:19.89 | Nataly Caldas ECU Equador                                                    | 1:54:50.94 |

## Quadro de medalhas
| Ordem | País          | Medalha de ouro | Medalha de prata | Medalha de bronze | Total | Ordem por total |
| ----- | ------------- | --------------- | ---------------- | ----------------- | ----- | --------------- |
| 1     | BRA Brasil    | 17              | 9                | 5                 | 31    | 1               |
| 2     | COL Colômbia  | 7               | 7                | 9                 | 23    | 2               |
| 3     | ECU Equador   | 3               | 1                | 3                 | 7     | 5               |
| 4     | VEN Venezuela | 2               | 9                | 8                 | 19    | 3               |
| 5     | CHI Chile     | 2               |                  |                   | 2     | 8               |
| 6     | PER Peru      | 1               | 2                | 5                 | 8     | 4               |
| 7     | PAR Paraguai  | 1               | 2                | 3                 | 6     | 6               |
| 8     | SUR Suriname  | 1               |                  | 1                 | 2     | 8               |
| 9     | BOL Bolívia   |                 | 3                |                   | 3     | 7               |
| 10    | ARG Argentina |                 | 1                |                   | 1     | 10              |
| TOTAL | TOTAL         | 34              | 34               | 34                | 102   | —               |